# Camille Alphonse Trézel
Camille Alphonse Trézel (Parigi, 5 gennaio 1780 – Parigi, 11 aprile 1860) è stato un generale francese.
Fu Assistente Capo dello Staff Generale della Spedizione di Morea e prestò servizio negli anni trenta dell'Ottocento per la conquista dell'Algeria, dove subì la disastrosa sconfitta della Battaglia di Macta.

## Biografia

### Dalla Rivoluzione alla seconda Restaurazione borbonica
Nel 1801, Camille Alphonse Trezel venne ammesso come disegnatore nell'ufficio del ministero della guerra ed ottenne nel 1803 il rango di tenente nel corpo dei genieri topografici dell'esercito. Posto nel 1804 al seguito dell'Armata d'Olanda, venne promosso l'anno successivo ad assistente geniere geografo. Dopo la Campagna polacca, sempre come tenente, venne nominato aiutante del generale Gardanne, nell'ambasciata di Francia in Persia (1807–1808); aiutante del generale Armand Charles Guilleminot al suo ritorno nel 1809; fu segretario della Commissione per la Delimitazione dei Confini dell'Illiria e promosso capitano (1810) per poi essere trasferito all'Armata di Spagna. Richiamato in Germania sul finire del 1811, lavorò nel dipartimento anseatico, nella campagna di Roma sino a divenire capo dello staff della 13ª divisione e lavorando alle difese di Fortezza di Magonza.
Durante i Cento Giorni venne richiamato da Napoleone e mostrò un notevole coraggio nella Battaglia di Ligny, dove un proiettile lo colpì all'occhio sinistro, fatto che lo portò immediatamente alla promozione a generale di brigata dal 5 luglio 1815. Il provvedimento venne però cancellato il mese successivo dal nuovo governo dei Borboni e quando venne richiamato al quartier generale nel 1818 rimase al rango di colonnello, venendo compreso nella commissione per la delimitazione dei confini ad est (1816–1818). Si distinse nuovamente nella Guerra civile spagnola del 1820–1823. Fu vice capo dello staff della Spedizione in Morea nel 1828 e venne promosso feldmaresciallo nel 1829.

### La campagna d'Algeria
Nel 1831, si recò in Africa dove comandò una spedizione a Bougie e venne ferito ad una gamba mentre prendeva possesso della città il 29 settembre 1833. Chiamato a rimpiazzare il generale Louis Alexis Desmichels nella provincia di Orano, ottenne numerose vittorie sugli Zmalas e sugli Douairs, comandati dall'agha Mustapha Ben Ismail, capo dei Douairs, dall'agha Kadour Ben El Morsly, capo dei Beni Amer e dall'agha Benaouda Mazari, capo degli Zmal. Il 16 giugno 1835, al campo di Valmy Figuiers (El Karma), venne concluso un accordo tra il capo locale ed il generale Trezel, nel quale gli Zmal Douairs si riconoscevano tributari e soldati della Francia.
Il disastro si ebbe però nella Battaglia di Macta del 28 giugno seguita poco dopo da un'ulteriore sconfitta presso la foresta di Muley Ismail. In entrambi gli scontri, Trezel venne attaccato da 10.000 nemici mentre lui aveva a disposizione solo 1700 uomini e 600 cavalli.
Richiamato in Francia, tornò poi in Algeria l'anno successivo per prendere parte alla spedizione di Costantina del 1836, durante la quale venne gravemente ferito e dovette quindi tornare nuovamente in Francia. Durante la spedizione di Costantina del 1837 ottenne il comando della 2ª brigata. Promosso generale di divisione l'11 novembre 1837, divenne direttore dello staff del Dipartimento di Guerra (15 maggio 1839).
Elevato alla dignità di Pari di Francia il 21 luglio 1846, divenne ministro della guerra durante il governo di Jean-de-Dieu Soult il 9 maggio 1847, al posto di Alexandre Pierre Chevalier Moline de Saint-Yon. Mantenne tale posizione anche durante il governo di François Guizot sino alla caduta della Monarchia di luglio il 24 febbraio 1848.
Obbligato a ritirarsi l'8 giugno 1848, nel 1853, venne richiamato dal principe Filippo d'Orleans e da Roberto d'Orléans per divenire governatore militare e mantenere tale incarico sino alla maggiore età del conte di Parigi nel 1856.
Morì a Parigi nel 1860 all'età di 80 anni.